# Rossano Ruffini
Pour les articles homonymes, voir Ruffini.
Rossano Ruffini est un karatéka italien surtout connu pour avoir remporté l'épreuve de kata individuel masculin aux championnats d'Europe de karaté 1981 organisés à Venise.

## Résultats
| Résultat      | Date | Épreuve         | Catégorie | Compétition                | Ville hôte        |
| ------------- | ---- | --------------- | --------- | -------------------------- | ----------------- |
| Médaille d'or | 1981 | Kata individuel | Seniors   | Championnats d'Europe 1981 | Venise, en Italie |